# Jayson Timatua
Jayson Timatua (* 27. Dezember 1998 in Port Vila) ist ein vanuatuischer Fußballspieler.

## Karriere

### Verein
Nachdem er Mitte 2019 von Shepherds United zum Tafea FC gewechselt war, spielt er seit Anfang 2022 beim ABM Galaxy FC.

### Nationalmannschaft
Mit der U17 von Vanuatu nahm er an der Ozeanienmeisterschaft 2015 teil, kam jedoch nicht zum Einsatz. Später nahm er mit der U20 an der Ozeanienmeisterschaft 2016 teil, wo er es mit seinem Team bis ins Finale schaffte. Zwar verlor man zwar mit 0:5 gegen Neuseeland, erreichte aber trotzdem die Qualifikation für die U-20-Weltmeisterschaft 2017, bei der er auch dabei war und in einem Spiel zum Einsatz kam.
Für die A-Nationalmannschaft debütierte er am 14. November 2018 bei einer 0:1-Freundschaftsspielniederlage gegen Neukaledonien. Nach einigen weiteren Partien wurde er erst wieder im März 2024 nominiert und gehörte anschließend zum Kader bei der Ozeanienmeisterschaft 2024 – blieb dort aber ohne Einsatz.